# Casa consistorial de Fuentespalda
La casa consistorial de Fuentespalda es el edificio del ayuntamiento de Fuentespalda, en la provincia de Teruel (España). Fue declarado Bien Catalogado del Patrimonio Cultural Aragonés en 2002. Se trata de un edificio de sillar y mampostería, construido a finales del siglo XVI, que presenta una potente y severa volumetría, y que ha sido objeto de reformas, tanto en el interior como en el exterior.
De su alzado exterior, la fachada principal es la que presenta una composición más interesante y una factura más cuidada. Está realizada en sillar y describe un pequeño quiebro. En planta baja abre portada en arco de medio punto de grandes dovelas y con un escudo muy deteriorado en la clave; a la derecha hay un portón adintelado de apertura posterior. A ambos lados de la portada y abriendo a la entreplanta, se dispusieron dos ventanas adinteladas con vierteaguas volado y moldurado; otras dos ventanas similares pero de mayor tamaño abren en el piso superior; remata con un renovado alero de madera.
En el interior se organiza en tres plantas y una entreplanta entre baja y primera. En planta baja se desarrolla un amplio zaguán con techumbre de madera de vigas labradas y con un amplio arco de medio punto precediendo a la escalera situada al fondo; en el muro derecho hay una ventana en arco conopial mixtilíneo. En la planta noble se sitúa el salón de sesiones, con puerta en arco conopial mixtilíneo y cubierto con artesonado de madera de excelente talla, al igual que la de las puertas del salón y de una dependencia contigua, a base de motivos geométricos. En el salón se conservan una talla gótica de San Miguel en hornacina avenerada y la predela de un retablo gótico procedentes de una ermita local.